# Parmularia occidenta
Parmularia occidenta är en mossdjursart som beskrevs av Chimonides och Cook 1993. Parmularia occidenta ingår i släktet Parmularia och familjen Parmulariidae. Inga underarter finns listade i Catalogue of Life.